# الفقه للمغتربين (كتاب)

صورة من الغلاف الداخلي للکتاب

كتاب الفقه للمغتربين هو كتاب من تأليف المرجع الشيعي آية الله علي السيستاني وهو عبارة عن جمع لفتاويه في أمور تهم من ينتقل من بلاده (بلاد الإسلام) إلى بلاد أخرى غير مسلمة، حيث أن من عاش في بلاده المسلمة كان قد اعتاد على أن يأكل دون أن يسأل هل هو مذكى أو غير مذكى، حلال أو حرام. أما بعدما يذهب إلى البلدان غير الإسلامية فإنه بحاجة لمعرفة أهذا الطعام حلال أم حرام.
في مقدمة الكتاب قصة عن شخص عاش فترة طويلة في بلاده الإسلامية (العراق) ثم انتقل إلى بريطانيا، وهو في الطائرة يمر في عدة مواقف مثل اتجاه القبلة...إلخ فيتذكر معلوماته الشرعية. ويعرض الكتاب الأمور التي تساعد في تحصين المسلم وهي كالتالي:
1.المداومة في قراءة القرآن.
2.المحافظة على الصلوات الخمس الواجبة في أوقاتها.
3. قراءة ما تيسر من الأدعية والمناجاة والأذكار.
4.كثرة التردد على المراكز والمؤسسات الإسلامية التي تحيي الأعياد والمناسبات الدينية والمواليد والمآتم وبقية المناسبات الدينية الأخرى.
5.حضور الندوات والمؤتمرات الإسلامية التي تقام في بلدان المهجر والمشاركة فيها.
6. قراءة الكتب والمجلات والصحف الإسلامية للاستفادة منها.
7.الاستماع للمحاضرات والخطب الإسلامية.
8.اجتناب أماكن اللهو والفساد بما في ذلك مشاهدة البرامج والقنوات السيئة.
9.إتخاذ الأصدقاء الصالحين.
10.محاسبة النفس.
11.الاهتمام باللغة العربية لغة القرآن الكريم والتحدث بها مع الأبناء.
12.الاهتمام بالجيل الجديد وتربيتهم على المبادئ والقيم الإسلامية.
وينقسم الكتاب إلى 22 جزء.

## الجزء الثاني
هو عبارةً عن 69 تعريف لبعض المصطلحات التي ستمر في الكتاب.

## الجزء الثالث (الهجرة والدخول إلى البلدان غير الإسلامية)
يتحدث هذا الجزء عن موقع الإسلام من التعرب بعد الهجرة، وموقف الإسلام من الدخول إلى البلدان غير الإسلامية لغرض التبليغ، ومتى يجوز سفر المؤمن إلى البلدان غير الإسلامية؟ ومتى يحرم؟.

## وصلات خارجية
الكتاب